# Ex-Rancho San Dimas
Ex-Rancho San Dimas är en ort i kommunen San Antonio la Isla i delstaten Mexiko i Mexiko. Samhället hade 12 858 invånare vid folkräkningen 2020, och är kommunens näst folkrikaste ort.